# ماركو في
ماركو فيركويلين (Marco Verkuylen) أو فقط ماركو في (Marco V) هو دي جي و منتج أسطوانات هولندي من مواليد 3 أبريل 1967.

## روابط خارجية
- ماركو في على موقع ميوزك برينز (الإنجليزية)
- ماركو في على موقع ميوزك برينز (الإنجليزية)
- ماركو في على موقع أول ميوزيك (الإنجليزية)
- ماركو في على موقع ديسكوغز (الإنجليزية)